# Verstimmung (Elektrotechnik)
Als Verstimmung bezeichnet man in der Elektrotechnik die relative Darstellung eines Frequenzverhältnisses, wobei eine der Frequenzen vorgegeben und als fest angesehen wird. Üblicherweise ist die vorgegebene Frequenz eine Resonanzfrequenz oder die Mittenfrequenz eines Filters. Die Verstimmung beschreibt somit in normierter Form, wie eine aktuelle Frequenz von der erwarteten Resonanz- oder Mittenfrequenz abweicht.
Ausgehend vom Frequenzverhältnis {\displaystyle \eta }
{\displaystyle \eta (f)=\eta (\omega )={\frac {\omega }{\omega _{r}}}={\frac {f}{f_{r}}}}
mit der vorgegebenen (gewünschten, erwarteten) Frequenz {\displaystyle f_{r}},
der aktuellen Frequenz {\displaystyle f} und
den korrespondierenden Kreisfrequenzen {\displaystyle \omega _{r}} und {\displaystyle \omega }
ist die Verstimmung {\displaystyle v} definiert als
{\displaystyle v(f)=v(\omega )=\eta (f)-{\frac {1}{\eta (f)}}={\frac {\omega }{\omega _{r}}}-{\frac {\omega _{r}}{\omega }}={\underline {\underline {{\frac {f}{f_{r}}}-{\frac {f_{r}}{f}}}}}}.
Die Verstimmung ist eine Größe der Dimension Zahl und gibt die relative Abweichung von der Bezugsfrequenz an. Für {\displaystyle f<f_{r}} ist sie negativ, für {\displaystyle f=f_{r}} null und für {\displaystyle f>f_{r}} positiv.
Das Auftragen eines frequenzabhängigen Übertragungsverhaltens über der Verstimmung oder über dem Frequenzverhältnis ergibt Diagramme, die das charakteristische Verhalten einer Schaltung unabhängig von der konkreten Frequenz darstellen. Durch diese Normierung lassen sich die Eigenschaften von Schaltungen, die unterschiedliche Bezugsfrequenzen besitzen, einheitlich betrachten.
Beispielsweise ergibt sich, wenn man die Frequenzverhältnisse {\displaystyle \eta _{go}=\eta (f_{go})} und {\displaystyle \eta _{gu}=\eta (f_{gu})} (mit der unteren und oberen Grenzfrequenz {\displaystyle f_{gu}} bzw. {\displaystyle f_{go}}) bestimmt, der folgende Bezug zum Verlustfaktor {\displaystyle d} bzw. Gütefaktor {\displaystyle Q} eines Schwingkreises oder Filters:
{\displaystyle \Delta \eta =\eta _{go}-\eta _{gu}=d={\frac {1}{Q}}}
Für die Bandbreite {\displaystyle B} erhält man:
{\displaystyle B=\Delta \eta \cdot f_{r}}